# Světový pohár v biatlonu 2018/2019 – Hochfilzen
2. podnik Světového poháru v biatlonu v sezóně 2018/19 probíhá od 13. do 16. prosince 2018 na biatlonovém stadionu Biathlon Stadium Hochfilzen v rakouském Hochfilzenu. Na programu podniku jsou závody ve sprintech, stíhací závody a štafety mužů a žen.
Před závody zasahovala rakouská policie, která vyšetřovala pět ruských sportovců pro podezření z porušení antidopingových pravidel během zdejšího mistrovství světa v roce 2017.

## Program závodů
Oficiální program:
| Datum        | Disciplína           | Začátek (SEČ) | Počet závodníků |
| ------------ | -------------------- | ------------- | --------------- |
| 13. prosince | Sprint (ženy)        | 14:15         | 98              |
| 14. prosince | Sprint (muži)        | 14:15         | 106             |
| 15. prosince | Stíhací závod (ženy) | 11:30         | 55              |
| 15. prosince | Stíhací závod (muži) | 14:45         | 56              |
| 16. prosince | Štafeta ženy         | 11:15         | 22              |
| 16. prosince | Štafeta muži         | 14:00         | 25              |

## Průběh závodů

### Sprinty
V závodě žen dojela z českých reprezentantek nejlépe Veronika Vítková, které se běžecky dařilo lépe než v prvních závodech sezóny v Pokljuce. Po jedné chybě při střelbě vleže skončila na 25. pozici. O čtyři místa za ní dojela vinou pomalejšího běhu Eva Puskarčíková. Markéta Davidová nezasáhla celkem čtyři terče a přes dobrý běh se umístila až na 62. místě. Na prvním místě se dlouho s výrazným náskokem udržovala přes jednu chybu při střelbě vleže Finka Kaisa Mäkäräinenová. Později startující Italka Dorothea Wiererová jela sice pomaleji, ale velmi rychle střílela. Do posledního kola vyjela s náskokem 11,4 sekundy. Ten sice postupně ztrácela, ale v posledním úseku zrychlila a do cíle dojela o 0,8 sekundy před Mäkäräinenovou.
Z českých reprezentantů se v závodě mužů dařilo ve střelbě nejlépe Michalu Krčmářovi. Stejně jako v minulém závodu zasáhl všechny terče, ale vinou jen průměrného běhu a pomalé střelby dojel až jako dvacátý. Do stíhacího závodu postoupili ještě Ondřej Moravec a Michal Šlesingr, kteří však skončili mimo bodovaná místa. Místo nemocného Tomáše Krupčíka byl povolán junior Jakub Štvrtecký, který dojel na 61. místě a o jedno místo do stíhacího závodu nepostoupil. 
Zvítězil Nor Johannes Thingnes Bø, který podobně jako před týdnem jednou chyboval na střelnici, ale jel nejrychleji ze všech. Čistě střílející Francouz Martin Fourcade za ním po druhé střelbě zaostával sice jen o necelou vteřinu, ale v posledním kole nedokázal jet rychleji a skončil druhý s devítivteřinovou ztrátou.

### Stíhací závody
Závod žen s dramatickou koncovkou vyhrála Finka Kaisa Mäkäräinenová. Od začátku závodu se udržovala na čelných místech, i když z poslední střelby odjížděla až třetí čtvrt minuty za čistě střílející Polkou Monikou Hojniszovou. Tu v polovině kola předjela stejně jako Slovenku Paulínu Fialkovou. Italka Dorothea Wiererová bojovala i v tomto závodě o vítězství, ale nezopakovala tak rychlou střelbu jako v předchozích závodech a dojela o 1,5 sekundy za Slovenkou. 
Veronika Vítková udělala jen jednu chybu při střelbě. Zlepšeným během se postupně propracovávala dopředu a v cílové rovině našla síly i na finiš, který ji posunul na konečné 14. místo. Nestartovala Eva Puskarčíková, která byla lehce nachlazená a trenéři ji šetřili pro nedělní štafetu.
Ve sprintu mužů si z počátku udržoval první pozici Nor Johannes Thingnes Bø. Při druhé střelbě však udělal tři chyby a když pak přidal ještě další tři, skončil i přes celkem nejrychlejší běh až na 9. místě. Francouz Martin Fourcade měl sice až 30. běžecký čas, ale díky čisté střelbě se udržoval v druhé polovině závodu na čele a s jistotou zvítězil. Za ním spolu až do posledního sjezdu bojovali Němec Arnd Peiffer a Nor Vetle Sjåstad Christiansen, pro kterého i třetí místo znamenalo první stupně vítězů v kariéře. 
Z českých reprezentantů zaujal Ondřej Moravec, který dojel sice až na 28. místě, ale posunul se tím o 29 pozic oproti startu. Michal Krčmář skončil o čtyři místa před ním.

### Štafety
Českou ženskou štafetu rozbíhala Eva Puskarčíková. Na střelnici udělala celkem čtyři chyby – nejvíce ze všech závodnic na svém úseku – a předávala až na 18. místě. Lucie Charvátová s dvěma chybami a bezchybná Markéta Davidová sice zlepšily pozici české štafety jen o čtyři místa, ale zmenšily odstup od nejbližších soupeřek. Toho využila Veronika Vítková, kdy čistou a rychlou střelbou a hlavně zpočátku velmi rychlým během posunula štafetu na 9. místo a to uhájila až do cíle. Zvítězily Italky, když hlavní náskok vybojovala na třetím úseku Dorothea Wiererová a Federica Sanfilippová jej díky čisté střelbě udržela.  Francouzky a Švédky bojovaly celé poslední kolo o druhé místo, které nakonec získala Švédka Hanna Öbergová v posledním sjezdu před příjezdem na stadion.
Čeští muži podali ve štafetě nejlepší výkon za poslední dva roky. Michal Šlesingr s jednou chybou na střelnici předával na devátém místě. To dokázal junior Jakub Štvrtecký díky čisté střelbě vleže a rychlému běhu zlepšit a na trati se pohyboval na páté pozici. Vstoje však udělal tři chyby; přesto jeho výkon označovali komentátoři za „velmi sympatický“. Michal Krčmář, který od něj přebíral štafetu jako 11., udělal vleže dvě chyby, ale hlavně dalším rychlým během se zlepšil na 10. místo. To dokázal jen jednou chybující Ondřej Moravec vylepšit a do cíle dojet na sedmém místě. Zvítězili švédští biatlonisté, kteří se kromě krátkého úseku po třetí střelbě udržovali mezi prvními. Po poslední střelbě vleže, kdy většina vedoucích štafet chybovala, získal čistě střílející Sebastian Samuelsson náskok, který přes dvě chyby při položce vstoje uhájil až do cíle. 

## Umístění na stupních vítězů

### Muži
| Disciplína              | 1. místo                                                                       | Výkon     | 2. místo                                                                    | Výkon     | 3. místo                                                       | Výkon     |
| Sprint (10 km)          | Johannes Thingnes Bø                                                           | 24:49,2   | Martin Fourcade                                                             | 24:57,8   | Benedikt Doll                                                  | 24:59,4   |
| Stíhací závod (12,5 km) | Martin Fourcade                                                                | 32:22,3   | Arnd Peiffer                                                                | 32:36,0   | Vetle Christiansen                                             | 32:38,4   |
| Štafeta (4×7,5 km)      | Švédsko Peppe Femling Martin Ponsiluoma Torstin Stenersen Sebastian Samuelsson | 1:16:10,6 | Norsko Lars Helge Birkeland Henrik L'Abée-Lund Tarjei Bø Vetle Christiansen | 1:16:14,2 | Německo Simon Schempp Johannes Kühn Arnd Peiffer Benedikt Doll | 1:16:39,4 |

### Ženy
| Disciplína              | 1. místo                                                                               | Výkon     | 2. místo                                                                | Výkon     | 3. místo                                                                     | Výkon     |
| Sprint (7,5 km)         | Dorothea Wiererová                                                                     | 21:04,9   | Kaisa Mäkäräinenová                                                     | 21:05,5   | Jekatěrina Jurlovová-Perchtová                                               | 21:29,3   |
| Stíhací závod (10 km)   | Kaisa Mäkäräinenová                                                                    | 30:53,1   | Paulína Fialková                                                        | 30:54,6   | Dorothea Wiererová                                                           | 30:55,9   |
| Štafeta (ženy) (4×6 km) | Itálie Lisa Vittozziová Alexia Runggaldierová Dorothea Wiererová Federica Sanfilippová | 1:10:58,7 | Švédsko Linn Perssonová Mona Brorssonová Emma Nilssonová Hanna Öbergová | 1:11:07,1 | Francie Anaïs Chevalierová Julia Simonová Celia Aymonierová Anaïs Bescondová | 1:11:10,5 |

## Pořadí zemí
| Pořadí | Země      | 1. místo | 2. místo | 3. místo | Celkově |
| ------ | --------- | -------- | -------- | -------- | ------- |
| 1.     | Itálie    | 2        | 0        | 1        | 3       |
| 2.     | Norsko    | 1        | 1        | 1        | 3       |
| 2.     | Francie   | 1        | 1        | 1        | 3       |
| 4.     | Finsko    | 1        | 1        | 0        | 2       |
| 4.     | Švédsko   | 1        | 1        | 0        | 2       |
| 6.     | Německo   | 0        | 1        | 2        | 3       |
| 7.     | Slovensko | 0        | 1        | 0        | 1       |
| 8.     | Rusko     | 0        | 0        | 1        | 1       |
|        | Celkem    | 6        | 6        | 6        | 18      |